# PGC 47728
LEDA/PGC 47728 ist eine linsenförmige Zwerggalaxie vom Hubble-Typ SAB0 im Sternbild Zentaur am Südsternhimmel. Sie ist schätzungsweise 12 Millionen Lichtjahre von der Milchstraße entfernt und hat eine Ausdehnung von etwa 6.000 Lichtjahren. Vom Sonnensystem aus entfernt sich das Objekt mit einer errechneten Radialgeschwindigkeit von näherungsweise 1.400 Kilometern pro Sekunde.